# Albino Bottini
Albino Bottini (fl. XX secolo) è stato un calciatore italiano, di ruolo attaccante.

## Carriera
Disputa la stagione 1919-20 con la maglia della Pro Patria di Busto Arsizio in Seconda Divisione.
Dopo aver militato nel G.S. Officine Meccaniche di Milano, debutta in massima serie con il Legnano nel 1924-1925, disputando 37 gare e segnando 4 reti nell'arco di tre stagioni.
In seguito milita nel Varese, nel Siracusa e nell'Iris 1914 di Milano.